# 托坎廷斯河
托坎廷斯河（葡萄牙語：Rio Tocantins）为巴西的一条河流，发源于戈亚斯州南部的高原地带，向北流经戈亚斯州、托坎廷斯州、马拉尼昂州、帕拉州，注入帕拉湾。全长2,640公里。其支流有阿拉瓜亚河等。上游有托坎廷斯国家公园:1286。